# Danh sách nhân vật trong DragonFable
Đây là danh sách các nhân vật trong trò chơi DragonFable của Artix Entertainment theo bảng chữ cái:

## Anh hùng

### Artix von Krieger
Artix là nhân vật biến đổi trong trò chơi của Adam Bohn, người tạo ta trò chơi. Khi còn là một cậu bé, Artix và Vayle đã sống trong cùng một ngôi làng. Khi họ còn trẻ, Artix đã cố cứu Valey lên khỏi một dòng sông, nhưng họ đã bị cuốn đến một cái hang ngầm dưới lòng đất. Trong lúc họ đang tìm cách thoát ra, họ vấp phải Quả cầu Bóng tối (Darkness Orb). Mặc dù Valey đi theo Bóng tối, Artix vẫn kiên quyết đứng vế phía cái thiện. Sau đó, khi ngôi làng của họ bị các zombie (rất có thể là do Valey điều khiển) tấn công, Artix đã trở thành một Paladin để chiến đống chống lại Undead.

### Cysero
Cysero là nhân vật trong game của giám đốc sản xuất trò chơi. Cysero là một nhà chế tạo vũ khí ma thuật điên rồ và là chủ của Cysero's Superstore ò Savings, ở đây bán những vũ khí và áo giáp mạnh mẽ, có thể được mua bằng Dragon Coin. Cho dụ anh ta hiếm khi ở nhà, Cysero chia sẻ một ngọn tháp với Warlic. Sau một vài tranh cãi, họ chia ngọn tháp ra bằng một vạch kẻ màu vàng ở giữa, và không ai được bước qua phía bên kia.

### King Alteon
King Alteon là người lãnh đạo dũng cảm của Lore, người đã lãnh đạo một cuộc chiến chống lại King Slugwrath, chiến thắng và danh được ngai vàng. Tước hiệu đầy đủ của ông là: "King Alteon the Balanced".

### Rhubarb
Rhubarb là một vị thuyền trưởng được kính trọng ở Osprey Cove dưới quyền chỉ huy Blackberry, cho đến khi Blackberry biến đổi thành Brackenberry quái dị. Sau đó Rhubarb trở thành người lãnh đạo những tên cướp biển.

### Thyton
Thyton là người lãnh đạo Ninja, có thể được tìm thấy ở Falconreach và Shadow of the Wind Village. Ông ấy gọi Quả cầu Gió (Wind Orb) là "Viên ngọc của bốn ngọn gió" ("Jewel of the Four Winds") và tuyên bố rằng đó là di vật do tổ tiên truyền lại, có thể triệu hồi vệ sĩ mạnh mẽ nhất. Thyton có những nhiệm vụ đa dạng có liên quan đến việc giúp đỡ các ninja (thỉnh thoảng chống lại cướp biển) và giúp họ giành lại Quả cầu Gió.

### Warlic
Warlic là một pháp sư nổi tiếng, người giúp người chơi loại ra 4 quả trứng rồng (người chơi bắt đầu với 6 quả, nhưng một quả bị đập vỡ và một quả khác bị ăn). Warlic cũng rất quan trọng trong nhiều câu chuyện. Anh ấy không thể giúp đỡ người chơi trong các trận đấu ngoại trừ trong nhiệm vụ "Xan's Fortress". Warlic trụ ngụ cách xa cái cổng ở Falconreach, phía bên phải ngọn tháp Guardian. ái cổng này dẫn đến một vùng đất gần Lymcrest, nơi Warlic dựng lều để chiến đấu với các quái vật của nguyên tố dẫn đầu bởi Xan. Hắn có một mối thù sâu sắc với Warlic